# Regelmäßigkeitseffekt
Der psycholinguistische Regelmäßigkeitseffekt besagt, dass geschriebene Wörter in Tests schneller angenommen werden, wenn sie den orthographischen Regeln entsprechend geschrieben sind. Dies stützt die Annahme, dass orthographische Regelmäßigkeiten der Orthographie in einem inneren Lexikon (Mentales Lexikon) vertreten sind. Diese Regularitäten beeinflussen die lexikalische Entscheidung unterhalb der Bewusstseinsschwelle. 
Zudem gilt der Regelmäßigkeitseffekt als Beweis des dual route models: Der Leser zieht die visuelle Route via GPC (grapheme-to-phoneme correspondence) der zeitraubenderen lexikalischen Route vor, wenn flüssiges Lesen möglich ist, sich im Text also kaum irreguläre Worte befinden.

## Beispiele
- die engl. Wörter "wave" und "rat" sind regulär, während "two" und "have" irregulär sind bezüglich der Zeichen-Ton-Entsprechung.